# Phytomia aesymnus
Phytomia aesymnus är en tvåvingeart som först beskrevs av Walker 1849.  Phytomia aesymnus ingår i släktet Phytomia och familjen blomflugor. Inga underarter finns listade i Catalogue of Life.